# Metaxaglaea australis
Metaxaglaea australis är en fjärilsart som beskrevs av Schweitzer 1979. Metaxaglaea australis ingår i släktet Metaxaglaea och familjen nattflyn. Inga underarter finns listade i Catalogue of Life.